# Apeks Słońca
Apeks Słońca (łac. apex „szczyt; szpic czapki kapłana Jowisza”) – punkt, w kierunku którego Słońce porusza się względem innych jasnych gwiazd w otoczeniu.
Słońce, jako jedna z wielu miliardów innych gwiazd Drogi Mlecznej, obiega środek Naszej Galaktyki – podobnie jak planety krążą wokół Słońca. W wyniku tego ruchu przemieszcza się ono w odniesieniu do ośrodka międzygwiazdowego oraz innych gwiazd. Astronomowie ustalili, że apeks Słońca znajduje się w gwiazdozbiorze Herkulesa i Słońce porusza się w jego stronę z prędkością ok. 22 km/s. Jest to ok. 8% jego całkowitej prędkości w ruchu wokół Centrum Galaktyki (prędkość tę ocenia się obecnie na ok. 220 do 270 km/s).
Apeks Słońca znajduje się w czworokącie wyznaczonym przez gwiazdy Omikron, Ni, Ksi i 99 Herculis.
Punkt przeciwny do apeksu nosi nazwę antyapeks.